# Khalid Karami
Khalid Karami (Amsterdam, 29 december 1989) is een Marokkaans-Nederlands profvoetballer die bij voorkeur als verdediger speelt. 

## Clubcarrière
Karami doorliep de jeugdopleiding van RKC Waalwijk, maar kon niet doorstoten in het eerste elftal. Hij koos voor zijn maatschappelijke loopbaan en ging bij de amateurs van AFC DWS en later JOS Watergraafsmeer voetballen. In de zomer van 2011 kreeg hij de kans om zich als testspeler te bewijzen bij Go Ahead Eagles. Na een proefperiode werd hem een amateurcontract aangeboden. Nadat Karami een aantal oefenwedstrijden had gespeeld, werd dit omgezet in een volledig tweejarig contract. Op 5 augustus 2011 maakte Karami zijn debuut in het betaald voetbal toen hij het met Go Ahead Eagles opnam tegen Telstar. In zijn eerste wedstrijd werd Karami direct uitgeroepen tot man van de wedstrijd. Na twee seizoenen bij de Eagles tekende hij een contract bij SBV Excelsior, dat hem transfervrij overnam. Na 5 seizoenen in Rotterdamse dienst tekende Karami voor subtopper Vitesse. In januari 2019 werd hij voor een half seizoen uitgeleend aan NAC Breda. Medio 2020 liep zijn contract af en kwam hij zonder club te zitten. In februari 2022 vervolgde Karami zijn loopbaan in Griekenland bij APS Zakynthos dat uitkomt in de Super League 2.

## Statistieken
| Seizoen | Club               | Competitie     | Competitie | Competitie | Beker | Beker | Overig | Overig | Totaal | Totaal |
| Seizoen | Club               | Competitie     | Wed.       | Dlp.       | Wed.  | Dlp.  | Wed.   | Dlp.   | Wed.   | Dlp.   |
| ------- | ------------------ | -------------- | ---------- | ---------- | ----- | ----- | ------ | ------ | ------ | ------ |
| 2011/12 | Go Ahead Eagles    | Eerste divisie | 33         | 3          | 2     | 0     | 2      | 0      | 37     | 3      |
| 2012/13 | Go Ahead Eagles    | Eerste divisie | 32         | 0          | 3     | 1     | 1      | 0      | 36     | 1      |
| 2013/14 | Excelsior          | Eerste divisie | 32         | 0          | 3     | 0     | 4      | 1      | 39     | 1      |
| 2014/15 | Excelsior          | Eredivisie     | 18         | 1          | 2     | 0     | 0      | 0      | 20     | 1      |
| 2015/16 | Excelsior          | Eredivisie     | 31         | 0          | 1     | 0     | 0      | 0      | 32     | 0      |
| 2016/17 | Excelsior          | Eredivisie     | 33         | 2          | 2     | 0     | 0      | 0      | 35     | 2      |
| 2017/18 | Excelsior          | Eredivisie     | 27         | 1          | 1     | 0     | 0      | 0      | 28     | 1      |
| 2018/19 | Vitesse            | Eredivisie     | 0          | 0          | 1     | 0     | 0      | 0      | 1      | 0      |
| 2018/19 | → NAC Breda        | Eredivisie     | 10         | 0          | 0     | 0     | 0      | 0      | 10     | 0      |
| 2019/20 | → Sparta Rotterdam | Eredivisie     | 6          | 0          | 1     | 0     | 0      | 0      | 7      | 0      |
| Totaal  | Totaal             | Totaal         | 222        | 7          | 16    | 1     | 7      | 1      | 245    | 9      |

## Erelijst
Excelsior
- Promotie

2014